# 深堀隼平
深堀隼平（1998年6月29日—），日本足球運動員，司職前鋒，現時被日乙球隊群馬草津温泉外借至日丙球隊愛媛FC。

## 俱樂部生涯
深堀隼平出自名古屋鲸鱼青训，2017年升入一线队。名古屋鲸鱼官方宣布，与中场球员深堀隼平签下A级职业合同。
2018年赛季他随球队一同征战日职联赛，取得4次出场机会，其中包括2场首发和2场替补，日本联赛杯出赛4场打入2球和一次助攻，天皇杯出赛2场，打入1球。
葡超球队吉马良斯宣布从名古屋鲸鱼租借深堀隼平，为期1年半，深堀隼平将加入吉马良斯预备队。
2019年2月12日，葡甲联赛第21轮吉马良斯B队在主场2比2战平科维良，日本中场深堀隼平此役替补登场，完成首秀。
名古屋鲸鱼宣布租借至葡超吉马良斯的前锋深堀隼平从8月1日起重返球队。球衣号码为37号。名古屋鲸鱼前锋深堀隼平租借加盟水户蜀葵 。

## 外部連結
- 深堀隼平的X（前Twitter）
- 日本職業足球聯賽中的深堀隼平 （日語）